# Cauco
Cauco foi uma comuna da Suíça, no Cantão Grisões, com cerca de 36 habitantes. Estendia-se por uma área de 10,89 km², de densidade populacional de 3 hab/km². Confinava com as seguintes comunas: Arvigo, Biasca (TI), Lostallo, Osogna (GR), Rossa, Santa Maria in Calanca, Selma, Soazza, Verdabbio.
A língua oficial nesta comuna era o Italiano.

## História
Em 1 de janeiro de 2015, passou a formar parte da nova comuna de Calanca.